# Freiwild. Ein Würzburg-Krimi
Freiwild. Ein Würzburg-Krimi ist ein deutscher Spielfilm von Manuel Siebenmann aus dem Jahr 2008, der im Auftrag des Bayerischen Rundfunks für die „fränkische Kriminacht“ produziert wurde und den Auftakt zur Heimatkrimi-Reihe des BR bildet. Als Kommissarsgespann Haller und Sacher agieren Thomas Schmauser und Teresa Weißbach. Die Haupt-Gaststars des Films sind André Jung, Lena Stolze, Max von Pufendorf, Tino Hillebrand, Janna Striebeck und Pegah Ferydoni.

## Handlung
In einem Tal in der Nähe von Würzburg wird die bereits zum Teil verweste Leiche einer jungen Frau gefunden. Die Kommissare Peter Haller und Birgit Sacher werden mit dem Fall betraut, dessen Ermittlungen zuerst schleppend verlaufen. Erst als ein Sachverständiger ein Tattoo auf dem Rücken der Ermordeten untersucht und dieses mit Mexiko in Verbindung bringt, haben die Kommissare einen Ermittlungsansatz. Nach der Rekonstruktion des Gesichts der Toten gehen die Kommissare die Akten der in Würzburg gemeldeten Au-Pair-Mädchen aus Mexiko durch und werden fündig.
Bei der Toten handelt es sich um Angela Lopez, die als Au-Pair bei der Höchberger Familie Täschner gemeldet ist. Kommissar Haller kennt die Täschners und fährt mit seiner Kollegin Sacher zum Haus der Familie. Dort angekommen erfahren die Ermittler, dass Frau Täschner und ihre Kinder ausgezogen sind und in Würzburg wohnen. Herr Täschner erzählt des Weiteren von einem Brief, in dem Angela Lopez ihre Rückreise nach Mexiko angekündigt habe. Auf Grund des Briefes, der sich im Besitz von Frau Täschner befinden soll, sei man davon ausgegangen, dass das Au-Pair-Mädchen Deutschland verlassen habe, weshalb keine Vermisstenmeldung erfolgt sei.
Frau Täschner behauptet, der Brief sei beim Umzug verloren gegangen. Als sich das Ehepaar Täschner in Widersprüche verwickelt, erwirken die Beamten eine Hausdurchsuchung, bei der sie auf das im Zimmer von Angela versteckte Tagebuch der Ermordeten stoßen. Aus diesem erfahren sie, dass der Sohn der Täschners, Nick, unglücklich in Angela verliebt war. Dieser wird somit zum Hauptverdächtigen. Bei Befragungen von Angelas Freundinnen erfahren die Ermittler zudem, dass der Neffe der Täschners ein Verhältnis mit Angela hatte.
Als Nick plötzlich verschwindet und Kommissar Haller sein Handy findet, benutzt er dieses, um Nicks Vater per SMS dazu zu bewegen, Nick in seinem Versteck aufzusuchen. Die Polizei folgt Max Täschner zur Festung Marienberg, in der sich Nick in einem Kellergewölbe versteckt hat, und belauscht Vater und Sohn. Der Zuschauer erfährt in einer Rückblende, dass der Neffe der Täschners mit Angela zusammen eine Nacht in einem Hotel in Sommerhausen verbracht hatte und dort von Nick überrascht worden war. Nicks Vater, der seinem Sohn gefolgt war, beobachtete aus einem Versteck heraus den entstehenden Streit der beiden Nebenbuhler. Als Angela zu Fuß floh, um dem Streit aus dem Weg zu gehen, folgte Max Täschner ihr, griff sie auf und fuhr mit ihr an den Main. Dort vergewaltigte er das junge Mädchen und erschlug Angela anschließend mit einem Stein.

## Produktion

### Produktionsnotizen, Dreharbeiten

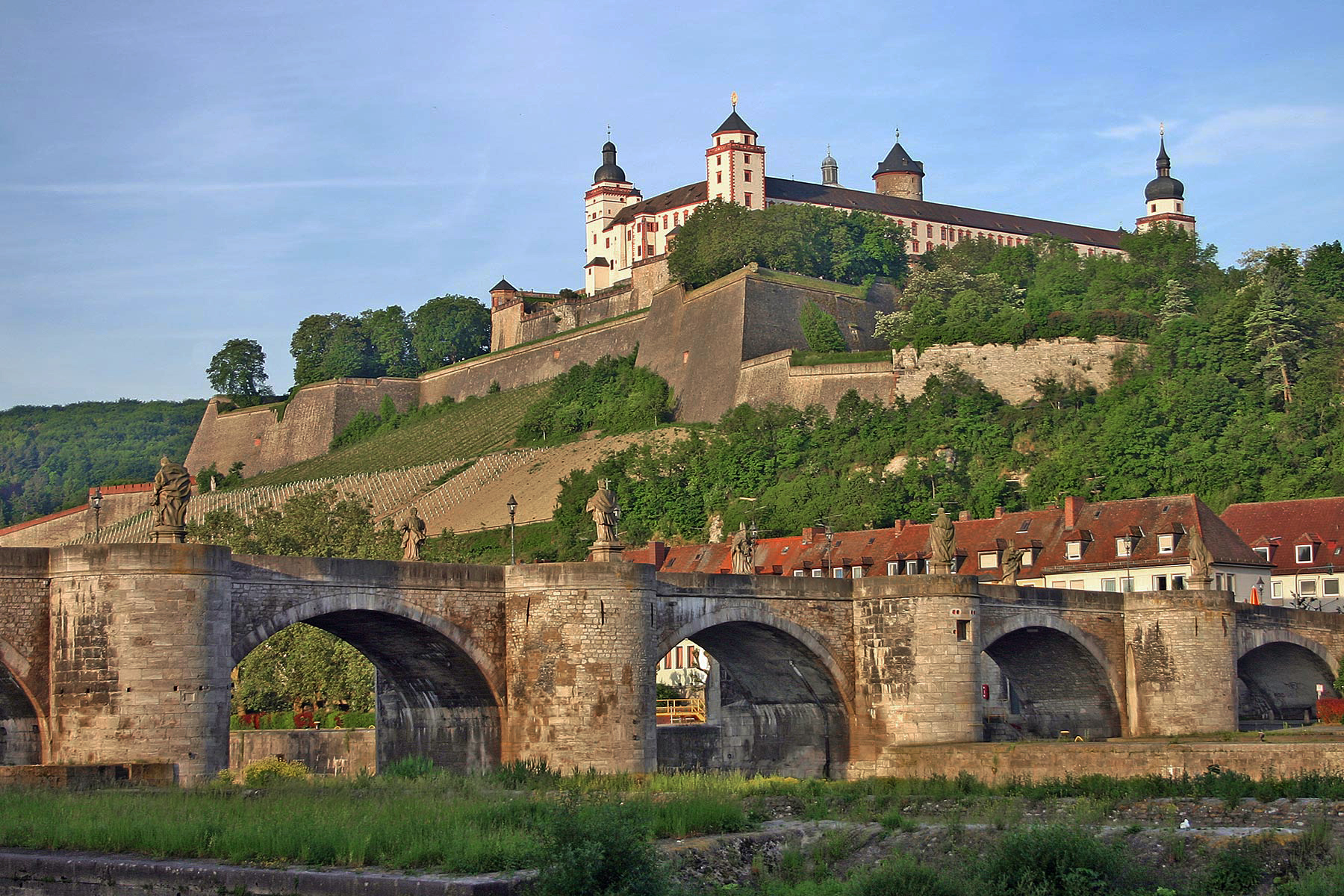
Alte Mainbrücke mit Festung Marienberg in Würzburg

Ursprünglich war bereits seit 2003 geplant, einen Krimi in Franken zu drehen. Dieser sollte allerdings ein Beitrag des Bayerischen Rundfunks zur Krimi-Reihe Tatort werden. Da diese Reihe jedoch bereits in München spielt, entschied man sich, eine besondere fränkische Krimi-Nacht ins Leben zu rufen.
Im August 2007 wurde mit den Dreharbeiten begonnen. Nahezu sämtliche Außenaufnahmen entstanden in Würzburg, die Innenaufnahmen wurden in München (u. a. das Au-Pair-Treffen in der Alten Münze) gedreht. Des Weiteren wurden Szenen in Sommerhausen, Winterhausen und Eibelstadt aufgenommen.
Um möglichst viele Wahrzeichen der Stadt Würzburg im Film zeigen zu können, ließ man den Darsteller des Peter Haller auf einem Fahrrad einen großen Umweg von der gezeigten Bäckerei zum Polizeirevier in der Neubaustraße, das eigentlich nur wenige hundert Meter weit entfernt ist, fahren.

### Musik
Die Musik zum Film wurde von Christine Aufderhaar geschrieben. Der Titelsong En El Muelle de San Blas, der auch im Abspann zu hören ist und als Lieblingslied der Ermordeten auch im Film erwähnt wird, stammt von der mexikanischen Gruppe Maná. Außerdem erklingt mehrfach die Arie Nessun dorma von Giacomo Puccini.

### Veröffentlichung
Die Erstausstrahlung des Krimis fand am 12. April 2008 im Bayerischen Rundfunk statt.
Der Film wurde am 26. September 2009 als Kauf-DVD veröffentlicht.

## Rezeption

### Einschaltquote
Bei seiner Erstausstrahlung sahen 1,14 Millionen Zuschauer den Film, was einem Marktanteil von 3,8 Prozent entsprach. Der Bayerische Rundfunk wertete dies als großen Erfolg, da der durchschnittliche Marktanteil des Senders bei 2,1 Prozent liegt.

### Kritik
Die Main-Post kritisierte: „Dass ‚Freiwild‘ dennoch nicht so richtig auf Trab kam, mag vor allem daran gelegen haben, dass den Machern der Heimatgedanke offenbar noch etwas mehr am Herzen lag als das Ziel, einen spannenden Fernsehkrimi vorzulegen.“
Anders sah das Tilmann P. Gangloff, der dem Film auf der Seite tittelbach.tv 4,5 von 6 möglichen Sternen gab und schrieb: „Der Film mit dem kauzig liebenswerten Jungkommissar, gespielt von Thomas Schmauser, bietet neben einer Reihe sehenswerter Figuren auch einen angemessen rätselhaften Fall. Das ist so gut & verständlich, dass es auch etwas fürs Erste wäre!“ Weiter führte Gangloff aus, man hätte sich „gut vorstellen“ können, „dass Peter Haller auch Held der nächsten Filme geworden wäre: Der Würzburger Kommissar würde als Original selbst die ‚Polizeiruf‘-Reihe schmücken, zumal Thomas Schmauser dem leicht kauzigen Ermittler nicht bloß skurrile, sondern auch durchaus liebenswerte Seiten“ abgewinne. Der routinierte Autor Peter Probst habe „nicht nur sehenswerte Figuren geschaffen, sondern auch einen angemessen rätselhaften Fall“. Tilmann bescheinigte dem Ermittler „trockenen Humor“, der „ein wahrer Genuss“ sei.